# Radanovo, Veliko Tărnovo
Radanovo (în bulgară Раданово) este un sat în comuna Polski Trămbeș, regiunea Veliko Tărnovo,  Bulgaria. 

## Demografie
Componența etnică a satului Radanovo
     Turci (2,97%)
     Bulgari (47,47%)
     Romi (21,01%)
     Nicio identificare (28,35%)
     Altele (0,17%)
La recensământul din 2011, populația satului Radanovo era de 1.746 locuitori. Nu există o etnie majoritară, locuitorii fiind bulgari (47,47%), romi (21,01%) și turci (2,97%). Pentru 28,35% din locuitori nu este cunoscută apartenența etnică.